# Теразијска чесма
Теразијска чесма налази се на Теразијама, испред хотела „Москва“. Направљена је у облику каменог стуба, са металном вазом на врху, укупне висине око 800 cm. Подигнута је 1860. године по налогу кнеза Милоша, чиме је обележен његов повратак на престо. Рад је вајара Франца Лорана.

 Скоро пола века чесма је стајала насред Теразија, на месту на коме се некада налазио резервоар за воду у облику куле. У време радова на регулацији Теразија 1911 — 1912. године, пренета је у порту топчидерске цркве, одакле је 1975. године враћена на Теразије, у непосредној близини некадашње локације на платоу испред хотела „Москва“.
Изнад већег резервоара за воду, који се налазио између данашњег хотела Москва и хотела Балкан, изграђена је нова Теразијска чесма, на месту старе чесме-теразија из турског периода и дрвене куле-водомера, велике цилиндричне цистерне, која је имала систем за равномерно распоређивање и развођење воде по чесмама у  београдској вароши. По овој кули-водомеру улица је касније и названа Теразије. Сам назив Теразије се помињао од друге половине 19. века. Овај трг се од 1872. године звао улица Кнеза Милана, затим од 1886. улица Краља Милана, а од 1913. носила је назив  Престолонаследников трг.  Званичан назив Теразије овај трг добија тек 1940. године.
Теразијска чесма је саграђена као спомен-чесма 1860. године средствима кнеза Милоша Обреновића, који је желео да подизањем нове чесме од камена, прослави повратак на српски престо.
Молба кнезу Милошу за изградњу нове чесме упућена је још 1838. године, због проблема са несташицом воде. Уследило је свргавање кнеза са власти и његов одлазак из Србије је одложио подизање чесме.
Теразијска чесма има посебну историјску, уметничку, архитектонску и урбанистичку вредност. Она је монументална и репрезентативна, изграђена од светлог ташмајданског камена кречњака. Састоји се од четвоространог стуба, висине преко 8 м, заправо зарубљеног обелиска постављеног у осмоугаони базен пречника 10 м. Обелиск има три сегмента. На другом кубичном сегменту на свакој страни у средишту кружног медаљона је лавља глава, такође обрађена у камену, са лулом за избијање млазнице. Чесма је пажљиво обрађена са рељефном декорацијом у виду класицистичких низова биљних мотива, завршена фризовима романичких слепих аркадица, док су на огради базена и готички елементи преломљеног лука. На свакој страни стуба су и иницијали кнеза Милоша М.О. I и година 1860. Са западне стране обелиска рељефна ознака  открива радионицу италијанског каменоресца Франца Лорана, који је израдио чесму, истовремено са обелиском у Топчидерском парку у близини конака кнеза Милоша. Због примењених стилских елемента средњовековне уметности, Теразијска чесма се везује за архитектонска дела романтизма у Србији, из пете и шесте деценије 19. века (Капетан Мишино здање, Прва варошка болница).
Испред Теразијске чесме је 1892. године одржано освећење и свечано отварање београдског водовода.
Када су 1911. године Теразије реконструисане у трг према пројекту француског архитекте Едуара Лежеа (Edward Léger), Теразијска чесма је премештена у порту топчидерске цркве Светих Петра и Павла. Ту је остала све до 1975. године као споменик, јер није била повезана на водоводни систем, те није ни радила.
На иницијативу Завода за заштиту споменика културе града Београда и Градског секретаријата за урбанизам и заштиту животне средине, и уз подршку великог броја грађана и културних и јавних радника Београда, донета је одлука да се Теразијска чесма врати у првобитни амбијент. Чесма је утврђена за споменик културе 1965. године, а деценију касније, под надзором стручног тима Завода, на челу са архитектом Зораном Јаковљевићем, враћена је на Теразије. Према пројекту архитеката Уроша Мартиновића и Зорана Петровића уређен и плато око чесме са клупама, чиме је формиран нов амбијент за окупљање и одмор грађана. Чесма је свечано отворена 12. децембра 1975. године. Новија санација и рестаурација извршене су 2002/2003. године од стране стручног тима сарадника Завода за заштиту споменика културе на челу са професором Љубинком Драгићевићем. Делфа Иванић је записала да како у Београду раније није било водовода, њен поочим и помајка су вазда држали по једног или два ђака из Богословије или Учитељске школе из Старе Србије и Маћедоније, који су доносили са Теразијске чесме воду за пиће.

## Галерија
- Теразијска чесма